# ديازينات
ديازينات هي صنف من المركبات العضوية سداسية الحلقة غير المتجانسة وغير المشبعة، والتي تحوي في بنيتها على ذرتي نتروجين؛ ومن هنا أتت التسمية Diazine؛ وذلك حسب نظام تسمية هانتش-فيدمان.
لمركبات الديازينات الصيغة الكيميائية العامة C4H4N2؛ وهناك ثلاثة متصاوغات ممكنة وهي:
- بيريدازين (2,1-ديازين)
- بيريميدين (3,1-ديازين)
- بيرازين (4,1-ديازين)

بيريدازين
بيريميدين
بيرازين

## مركبات متعلقة
- المركبات الحلقية السداسية غير المشبعة الحاوية على ذرة واحدة من النتروجين: بيريدينات
- المركبات الحلقية السداسية غير المشبعة الحاوية على ثلاث ذرّات من النتروجين: تريازينات
- المركبات الحلقية السداسية غير المشبعة الحاوية على أربع ذرّات من النتروجين: تترازينات
- المركبات الحلقية السداسية غير المشبعة الحاوية على خمس ذرّات من النتروجين: بنتازينات
- المركبات الحلقية السداسية غير المشبعة الحاوية على ست ذرّات من النتروجين: هكسازينات